# William Lindley
William Lindley (Londres, 7 de setembre de 1808 – Blackheath, 22 de maig de 1900) va ser un enginyer, arquitecte i urbanista anglès.
Va anar a l'escola de Croydon i després va passar deu mesos a Wandsbek a can mossèn Schröder, un cunyat de Matthias Claudius. Després va començar un aprenentatge amb l'enginyer Francis Giles a Londres. Va especialitzar-se a la construcció ferroviària, de ponts i de clavegueram. Va col·laborar amb Marc Isambard Brunel a la construcció del primer túnel sota el Tàmesi a Londres.
El 1834 va anar a Hamburg per ajudar Francis Giles amb el disseny del ferrocarril cap a Lübeck. De 1837 a 1838 va desenvolupar els plan de la línia d'Hamburg a Bergedorf i d'allà cap a Berlín en col·laboració amb Alexis de Chateauneuf. Al Gran Incendi d'Hamburg de 1842, la seva proposició de limitar el foc amb dinamita va salvar la vida de milers de persones. Després d'aquesta catàstrofe va ser l'encarregat de la reconstrucció de la ciutat. També va desenvolupar el projecte de desguàs del barri d'Hamm i d'Hammerbrook, per tal de poder tornar residències als obrers desallotjats. La seva expertesa a l'àmbit de la gestió de les aigües va ser reconeguda i les ciutats d'Altona, Berlín, Frankfurt am Main, Kiel, Stralsund, Stettin i Leipzig van demanar-li consell.
Va construir, entre altres coses, el sistema de clavegueram i la canonada d'aigua de Frankfurt am Main com a oficial de planificació urbana. El seu fill William Heerlein Lindley (1853-1917) va ser el seu successor en el càrrec. Les estadístiques mostren l'eficàcia del seu treball, segons el qual la taxa de mortalitat per tifus a Frankfurt va caure de 80 a 10 per cada 100.000 habitants entre 1868 i 1883. A l'est de Frankfurt trobem un carrer que duu el seu nom.
Al barri hamburguès de Rothenburg, el carrer Lindleystraße li està dedicat.